# Куп домаћих нација 1897.
Куп домаћих нација 1897. (службени назив: 1897 Home Nations Championship) је било 15. издање овог најелитнијег репрезентативног рагби такмичења Старог континента.
Такмичење није завршено, јер је селекција Велса одбила да одигра две утакмице.

## Такмичење
Велс - Енглеска 11-0
Ирска - Енглеска 13-9
Шкотска - Ирска 8-3
Енглеска - Шкотска 12-3

## Табела
|   | Селекција                     | ИГ | Д | Н | И | ПД | ПП | ПР  | Б |  |
| - | ----------------------------- | -- | - | - | - | -- | -- | --- | - |  |
| 1 | Рагби репрезентација Енглеске | 3  | 1 | 0 | 2 | 21 | 27 | -6  | 2 |  |
| 1 | Рагби репрезентација Ирске    | 2  | 1 | 0 | 2 | 16 | 17 | -1  | 2 |  |
| 1 | Рагби репрезентација Велса    | 1  | 1 | 0 | 0 | 11 | 0  | +11 | 2 |  |
| 1 | Рагби репрезентација Шкотске  | 2  | 1 | 0 | 1 | 11 | 15 | -4  | 2 |  |